# Henrik Horn (1618-1693)
 For alternative betydninger, se Henrik Horn. (Se også artikler, som begynder med Henrik Horn)
Henrik Horn, til Marienborg i Livland, (22. maj 1618 – 22. februar
1693 i Stade) var en svensk kriger og adelsmand, søn af Henrik Horn (1578-1618).
Horn udmærkede sig i Karl Gustavs polske krig og ledede, om end forgæves, forsvaret af Bremen i 1676. 
Horn blev, skønt han var landkriger og uden forudsætninger for at føre kommando til søs, i 1677 generaladmiral, men led over for Niels Juel et stort nederlag i Slaget i Køge Bugt 1. juli samme år. 
Horn ledede senere et mislykket indfald til lands i Norge og var befalingshavende for ekspeditionen mod Østpreussen 1678—79, hvilken også forløb uheldigt for svenskerne. 
I 1680 overtog Horn stillingen som generalguvernør over Bremen-Verden.